# مسألة المبيدات الحشرية
كتاب مسألة المبيدات الحشرية: البيئة, الإقتصاد و الأخلاقيات هو كتاب نُشر عام 1993 من تأليف ديفيد بيمنتل وهيو ليمان.
الكتاب هو عبارة عن نتائج بحث مجموعة من العلماء والخبراء المشاكل الاجتماعية و الغير تقنية الناتجة عن استخدام المبيدات الحشرية. حيث يستعرض السياسة الإجتماعية المتعلقة باستخدام المبيدات الحشرية. حيث يستعرضوا التكلفة مقابل الفائدة الناتجة عن استخدامها.

## أقسام الكتاب
ينقسم الكتاب إلي خمس أجزاء رئيسية :-
1. الآثار الاجتماعية و البيئية لاستخدام المبيدات الحشرية.
2. الطرق والآثار المرجوة من تقليل استخدام المبيدات الحشرية.
3. السياسة الحكومية في استخدام المبيدات الحشرية.
4. نبذة تاريخية عن المبيدات الحشرية واستخدامها مع استعراض موقف المزارعين والعامة تجاه استخدامها.
5. الفوائد والأخطار الناجمة عن استخدام المبيدات الحشرية.

## روابط خارجية
الصفحة الخاصة ديفيد بيمنتل